# Antoni Styła
Antoni Styła (ur. 16 stycznia 1863, zm. w lipcu 1933) – polski działacz ruchu ludowego
Pochodził z Choczni, poseł z Okręgu Wadowice do galicyjskiego Sejmu Krajowego we Lwowie w latach 1895–1901 oraz 1908–1913, członek Rady Naczelnej Stronnictwa Ludowego (od 1900, od 1903 działającego jako Polskie Stronnictwo Ludowe) oraz Polskiego Stronnictwa Ludowego-Lewica (od 1914). Był również członkiem zarządu Chłopskiego Towarzystwa Wydawniczego (od 1922) z siedzibą w Choczni, działaczem kółek rolniczych i kas zapomogowych, samorządowcem zaangażowanym w budowę dwóch szkół i Domu Ludowego w Choczni oraz więźniem w okresie sanacyjnym (za udział w strajku rolnym był więziony w 1932 w Wadowicach). 
Popełnił samobójstwo rzucając się pod pociąg kolejowy, pozostawiając uprzednio listy pożegnalne.
Był teściem Józefa Putka, innego działacza ludowego z Choczni.